# Binnenstebuiten (drama)
Binnenstebuiten was een medische fictiereeks van VTM, die in de zomer van 2013 voor het eerst op het scherm kwam. De serie speelt zich voornamelijk af in een Antwerpse medische groepspraktijk.
Het eerste seizoen bestond uit 40 afleveringen en werd uitgezonden tijdens de zomer 2013, om zo acht weken lang in primetime de vaste soap Familie te vervangen. Van november 2013 tot januari 2014 volgde een tweede seizoen, dat wordt uitgezonden in de vooravond en in grotere mate zal draaien rond het persoonlijke leven van de hoofdpersonages.

## Rolverdeling
| Acteur             | Personage          | Functie of rol                   | Seizoen  | Seizoen  | Opmerking              |
| Acteur             | Personage          | Functie of rol                   | 1        | 2        | Opmerking              |
| ------------------ | ------------------ | -------------------------------- | -------- | -------- | ---------------------- |
| Sara Vertongen     | Sara Vroomans      | Huisarts                         | Hoofdrol | Hoofdrol | nevenrol vanaf afl. 61 |
| Bert Cosemans      | Frederik Robrechts | Psycholoog                       | Hoofdrol | Hoofdrol |                        |
| Lotte Pinoy        | Els Rombouts       | Seksuoloog                       | Hoofdrol | Nevenrol |                        |
| Ella Leyers        | Judith Vermeersch  | Receptionist / Sociaal assistent | Hoofdrol | Hoofdrol |                        |
| Yemi Oduwale       | Tim De Rouck       | Verpleger                        | Hoofdrol | Hoofdrol |                        |
| Tine Laureyns      | Muriel Vervoort    | Huisarts                         |          | Hoofdrol | vanaf afl. 45          |
| Bob De Moor        | Ward Daelemans     | Patiënt                          | Nevenrol | Nevenrol |                        |
| Sergio Hasselbaink | John Palm          | Partner / stalker Judith         |          | Nevenrol | vanaf afl. 41          |
| Lander Depoortere  | Seppe Robrechts    | Zoon van Sara en Frederik        | Nevenrol | Nevenrol |                        |
| Lauren De Ruyck    | Ineke              | Vriendin van Seppe               |          | Nevenrol | vanaf afl. 55          |

## Concept en verhaal

### Seizoen 1
Het verhaal speelt zich af in De Korf, een gezondheidscentrum dat werd opgericht door huisarts Sara Vroomans. Om een zo breed mogelijke dienst te kunnen bieden aan de patiënten die over de vloer komen, werkt Sara er onder meer samen met psycholoog Frederik Robrechts, tevens haar ex-man. Judith Vermeersch brengt haar tijd grotendeels door aan het onthaal, maar wordt ook door het team ingezet als sociaal assistente. Zij lijkt er een boontje op na te houden voor verpleger Tim De Rouck, die Sara geregeld assisteert en ook de medische huisbezoeken aflegt. Tot slot maakt ook seksuologe Els Rombouts deel uit van het team. Ward is een patiënt die regelmatig terugkomt en altijd een praatje maakt met Judith.

### Seizoen 2
Het tweede seizoen speelt zich vooral af rond het privéleven van de hoofdpersonages en minder rond hun patiënten. Els Rombouts moet uit De Korf vertrekken vanwege budgettaire redenen en begint een privépraktijk. Sara Vroomans krijgt te horen dat ze ongeneeslijk ziek is en nog maximaal 1 jaar te leven heeft. Haar vroegere liefdesrivale Muriel Vervoort zal haar opvolgen als huisarts in De Korf, maar daar is Frederik Robrechts niet erg blij mee. Verpleger Tim De Rouck kan zijn jaloezie dan weer nauwelijks verbergen wanneer blijkt dat Judith Vermeersch zich tijdens haar vakantie verloofd heeft met John Palm.

## Ontvangst en kijkcijfers
De serie ontvangt al sinds de start uiteenlopende kritieken op sociale media. Sommige kijkers genieten van het feelgood-aspect aan de reeks, anderen hekelen dan weer het concept en de frequent foute benadering van medische kwesties door het scenaristenteam. De eerste aflevering haalde zo'n 500.000 live-kijkers, nadien zakte dit terug tot dagelijks 250.000 a 400.000 kijkers. Dit heeft VTM er echter niet van weerhouden om enkele dagen na afloop van het eerste seizoen, al meteen de komst van een tweede reeks afleveringen aan te kondigen.

## Afleveringen

### Seizoen 1
| #  | Nr. | Titel                                | Uitzending       | Scenario                                | Regie          | Gastacteurs |
| -- | --- | ------------------------------------ | ---------------- | --------------------------------------- | -------------- | --- |
| 1  | 1   | Goede vriendinnen                    | 1 juli 2013      | Josefien Scheepens                      | Frank Tulkens  | Claire De Coster, Ina Geerts, Marilou Mermans, Ellen Verest                                                                |
| 2  | 2   | Black out                            | 2 juli 2013      | Hugo Van Laere                          | Frederik Sonck | Annelore Crollet, Monika Dumon, Patricia Goemaere, Maarten Mertens, Kristof Verhassel                                      |
| 3  | 3   | Groene vingers                       | 3 juli 2013      | Hugo Van Laere & Femke Heijens          | Frank Tulkens  | Carry Goossens, Anke Helsen, Lize Pede, Jan Van den Bosch                                                                  |
| 4  | 4   | Festivalweide                        | 4 juli 2013      | Hugo Van Laere & Marc Ruan              | Frederik Sonck | Charlotte-Anne Bongaerts, Koen De Ruyck, Joëlle-Chloë Edelman, Stijn Steyaert                                              |
| 5  | 5   | Zangcarrière                         | 5 juli 2013      | Brik Van Dyck                           | Elias Mentzel  | Peter Van Gucht, Daisy Van Praet                                                                                           |
| 6  | 6   | Schone schijn                        | 8 juli 2013      | Femke Heijens                           | Wim Feyaerts   | Pieter Bamps, Tineke Caels                                                                                                 |
| 7  | 7   | De belofte                           | 9 juli 2013      | Ludwig Dirinck                          | Frank Tulkens  | Peter Bastiaensen, Katrien Vandendries                                                                                     |
| 8  | 8   | Puur natuur                          | 10 juli 2013     | Patrick Van Parys                       | Frederik Sonck | Immanuel Lemmens, Lieven Pattyn, Maya Sannen                                                                               |
| 9  | 9   | Hand in hand                         | 11 juli 2013     | Femke Heijens                           | Elias Mentzel  | Camilia Blereau, Arnold Willems                                                                                            |
| 10 | 10  | De gelijkenis                        | 12 juli 2013     | Hugo Van Laere & Stef De Paepe          | Frederik Sonck | Ward Bal, Margot Hallemans, Ini Massez, Tove Tielemans                                                                     |
| 11 | 11  | Cocktail                             | 15 juli 2013     | Ief Stuyvaert                           | Elias Mentzel  | Maarten Bosmans, Vicky Florus, Gert Lahousse, Thomas Van Caeneghem, Jasmijn Van Hoof                                       |
| 12 | 12  | Over de limiet                       | 16 juli 2013     | Barbara Van Laere                       | Elias Mentzel  | Peter Bulckaen, Sanderijn Helsen                                                                                           |
| 13 | 13  | Onvoltooid verleden                  | 17 juli 2013     | Barbara Van Laere                       | Elias Mentzel  | Mieke Bouve, Karel Tuytschaever, Elke Van Mello                                                                            |
| 14 | 14  | Eenzaam op het veld                  | 18 juli 2013     | Brik Van Dyck                           | Frank Tulkens  | Erik Burke, Tom De Hoog, David Michiels, Kristine Perpête, Mathias Vergels                                                 |
| 15 | 15  | Virus                                | 19 juli 2013     | Ief Stuyvaert                           | Frederik Sonck | Nele Goossens, Ziggy Moens, Maarten Schuermans, Wim Van de Velde, Nathalie Wijnants                                        |
| 16 | 16  | Vruchteloos                          | 22 juli 2013     | Brik Van Dyck                           | Elias Mentzel  | Eva Schram, Griet Stevens, Alice Toen, Roel Vanderstukken, Pieter Verelst, Sara Gracia Santacreu                           |
| 17 | 17  | Op het verkeerde been                | 23 juli 2013     | Barbara Van Laere                       | Frederik Sonck | Jente Claus, Marijke Pinoy, Pieter Piron, Ben Van Ostade                                                                   |
| 18 | 18  | Blauwe plekken                       | 24 juli 2013     | Brik Van Dyck                           | Elias Mentzel  | Ilse de Koe, Ronan Pieters, Mitta Van der Maat, Patrick Vervueren                                                          |
| 19 | 19  | Huiselijk geweld                     | 25 juli 2013     | Brik Van Dyck                           | Frederik Sonck | Ivan Pecnik, Daisy Thys, Berre Vandenbussche, Frank Van Erum, Sally-Jane Van Horenbeeck                                    |
| 20 | 20  | De garage                            | 26 juli 2013     | Benjamin Van Tourhout & Ludwig Dierinck | Frank Tulkens  | Herman Boets, Dominique Collet, Briek Lesage, Philippe Merchiers, Brik Van Dyck                                            |
| 21 | 21  | Terug naar de korf                   | 29 juli 2013     | Brik Van Dyck                           | Frank Tulkens  | Darya Gantura, Marijke Hofkens, Lucas Tavernier, Anik Vandercruyssen                                                       |
| 22 | 22  | Aandacht, aandacht                   | 30 juli 2013     | Ief Stuyvaert                           | Frederik Sonck | Lindsay Bervoets, Nicoline Dossche, Bert Vannieuwenhuyse, Tristan Versteven, Hilda Vleugels                                |
| 23 | 23  | Verborgen kamers                     | 31 juli 2013     | Barbara Van Laere                       | Elias Mentzel  | Dave Nauwelaerts, Ilse Uitterlinden, Jorre Vandenbussche, Mathias Van Mieghem                                              |
| 24 | 24  | De roots                             | 1 augustus 2013  | Marc Ruan                               | Elias Mentzel  | Ellen Bawua, Chris Bus, Julia Ghysels, Lisette Merenciana                                                                  |
| 25 | 25  | Welterusten                          | 2 augustus 2013  | Ief Stuyvaert                           | Frank Tulkens  | Annelore Crollet, Johan De Paepe, Sébastien De Smet, Karina Mertens                                                        |
| 26 | 26  | Als de rook om je hoofd is verdwenen | 5 augustus 2013  | Ief Stuyvaert                           | Frederik Sonck | Ann Hendrickx, Isabelle Nouwen, Nina Van Rompaey                                                                           |
| 27 | 27  | Het kamp                             | 6 augustus 2013  | Patrick Van Parys                       | Frank Tulkens  | Manoe Frateur, Olga Leyers, Ulrike Maris, Jamie Meirsman, Ellen Peeters, Laura Maya Rosiers, Anneke Sleven, Ronny Smet     |
| 28 | 28  | Heet onder de voeten                 | 7 augustus 2013  | Barbara Van Laere                       | Frank Tulkens  | Twiggy Bossuyt, Govert Deploige, Frederik Lebeer, Kevin Van Doorslaer, Valerie Vertenten                                   |
| 29 | 29  | Het kastplantje                      | 8 augustus 2013  | Pieter Verbeek                          | Elias Mentzel  | Frederik Huys, Emma Kristin, Lauren Müller                                                                                 |
| 30 | 30  | Alles of niets                       | 9 augustus 2013  | Hugo Van Laere                          | Elias Mentzel  | Simone Milsdochter, Victor Peeters, Vic Van Avermaet, Elke Shari Van den Broeck                                            |
| 31 | 31  | Leegte                               | 12 augustus 2013 | Barbara Van Laere                       | Frederik Sonck | François Beukelaers, Dorien De Clippel, Jordi Rottier, Tom Schollaert, Yves Van den Boogaart, An Vanderstighelen           |
| 32 | 32  | Vooruitziend                         | 13 augustus 2013 | Barbara Van Laere                       | Frederik Sonck | Maxime De Winne, Sura Dohnke, Jo Hens                                                                                      |
| 33 | 33  | Moederziel                           | 14 augustus 2013 | Benjamin Van Tourhout                   | Frank Tulkens  | Pepijn Caudron, Lien De Graeve                                                                                             |
| 34 | 34  | Het pand                             | 15 augustus 2013 | Brik Van Dyck & Marc Ruan               | Frank Tulkens  | Emile Aerts, Peggy De Landtsheer, Dries De Vis, Peter Van De Velde, Cara Van der Auwera                                    |
| 35 | 35  | Een hoofdbreker                      | 16 augustus 2013 | Hugo Van Laere                          | Frederik Sonck | Els Béatse, Lander Depoortere, Jorre Vandenbussche, Knarf Van Pellecom                                                     |
| 36 | 36  | Bij nader inzien                     | 19 augustus 2013 | Hugo Van Laere                          | Elias Mentzel  | Nele Bauwens, Erik Goris, Lotte Mariën, Kjell Muylle, Mark Tijsmans, Kurt Vandendriessche                                  |
| 37 | 37  | Het parkfeest                        | 20 augustus 2013 | Nicole Merckx                           | Elias Mentzel  | Annick Beirinckx, Ron Cornet, Chris Pettens, Zoë Thielemans, Liv Van Aelst, Esra Vandenbussche, Thomas Van Hulle           |
| 38 | 38  | Op grootmoeders wijze                | 21 augustus 2013 | Pieter Verbeeck                         | Elias Mentzel  | Bloeme Feyaerts, Rudi Giron, Mia Van Roy, Christine Verheyden, Irène Vervliet                                              |
| 39 | 39  | Geen vuiltje aan de lucht            | 22 augustus 2013 | Ief Stuyvaert                           | Elias Mentzel  | Dries Cornelissens, Katrien De Ruysscher, Hong Liu, Jits Van Belle, Hans Van Cauwenberghe, Weidong Zhang, Jeroen Van Boxem |
| 40 | 40  | Ward                                 | 23 augustus 2013 | Nicole Merckx                           | Frank Tulkens  | Ruth Bastiaensen, Michel Bauwens, Jelle Cleymans, Luk De Koninck                                                           |

### Seizoen 2
Het tweede seizoen bestaat niet meer uit afzonderlijke verhalen; bijgevolg hebben de afleveringen ook geen titel meer.
Met de heruitzendingen krijgen de afleveringen wel een titel.
| #  | Nr. | Titel                | Uitzending       | Gastacteurs |
| -- | --- | -------------------- | ---------------- | --- |
| 41 | 1   | Terug naar De Korf   | 4 november 2013  | Kristoff Clerckx, Lander Depoortere, Leen De Veirman, Frank Dingenen, Nikki Le Guen, Noah Menschaert, Daphne Paelinck, Mark Stroobants, Benjamin Van Tourhout                              |
| 42 | 2   | Groot Nieuws         | 5 november 2013  | Frank Dingenen, Daphne Paelinck, Mark Stroobants, Gregory Van Damme |
| 43 | 3   | De Prik              | 6 november 2013  | Leen De Veirman, Lander Depoortere, Jos Dom, Nikki Le Guen, Noah Menschaert, Daphne Paelinck                                                                                               |
| 44 | 4   | De Tuin              | 7 november 2013  | Leen De Veirman, Jos Dom, Nikki Le Guen, Noah Menschaert, Mark Stroobants |
| 45 | 5   | De Vacature          | 8 november 2013  | Jan Bollen, Leen De Veirman, Nikki Le Guen, Jamie Meirsman, Noah Menschaert, Gunter Reniers                                                                                                |
| 46 | 6   | Muriel               | 11 november 2013 | Leen De Veirman, Lander Depoortere, Frank Dingenen, Jos Dom, Nikki Le Guen, Noah Menschaert, Benjamin Van Tourhout                                                                         |
| 47 | 7   | De Grote Dag         | 12 november 2013 | Lander Depoortere, Emilia Florentie, Eric Van Herreweghe, Valerie Vertenten |
| 48 | 8   | Daar Gaat Ze         | 13 november 2013 | Lander Depoortere, Emilia Florentie, Gregory Van Damme, Eric Van Herreweghe, Valerie Vertenten                                                                                             |
| 49 | 9   | Waar is Judith ?     | 14 november 2013 | Leen De Veirman, Noah Menschaert, Ben Rottiers, Gregory Van Damme |
| 50 | 10  | Daar is Judith       | 15 november 2013 | Leen De Veirman, Robert de la Haye, Noah Menschaert, Amaryllis Temmerman |
| 51 | 11  | De Hypochonder       | 18 november 2013 | Kadèr Gürbüz, Robert de la Haye, Amaryllis Temmerman, Door Van Boeckel |
| 52 | 12  | Werk & Prive         | 19 november 2013 | Kadèr Gürbüz, Robert de la Haye, Len Neefs, Ben Rottiers, Amaryllis Temmerman, Tove Tielemans, Door Van Boeckel, Gregory Van Damme, Helle Vanderheyden                                     |
| 53 | 13  | De mensenfluisteraar | 20 november 2013 | Kadèr Gürbüz, Robert de la Haye, Len Neefs, Amaryllis Temmerman, Tove Tielemans, Door Van Boeckel, Helle Vanderheyden                                                                      |
| 54 | 14  | De Tempel            | 21 november 2013 | Lander Depoortere, Kadèr Gürbüz, Tom Pernet, Greet Rouffaer, Ilse Uitterlinden, Door Van Boeckel                                                                                           |
| 55 | 15  | De Kuisman           | 22 november 2013 | Kristoff Clerckx, Lauren De Ruyck, Lander Depoortere, Jos Dom, Viviane Redant, Ilse Uitterlinden, Door Van Boeckel                                                                         |
| 56 | 16  | Ieder Zijn Job       | 25 november 2013 | Kristoff Clerckx, Lander Depoortere, Bob Selderslaghs, Tove Tielemans, Ilse Uitterlinden                                                                                                   |
| 57 | 17  |                      | 26 november 2013 | Abigail Abraham, Lander Depoortere, Emilia Florentie, Robert de la Haye, Ilse Uitterlinden, Door Van Boeckel                                                                               |
| 58 | 18  |                      | 27 november 2013 | Abigail Abraham, Lander Depoortere, Emilia Florentie, Robert de la Haye, Ilse Uitterlinden, Door Van Boeckel                                                                               |
| 59 | 19  |                      | 28 november 2013 | James Cooke, Lander Depoortere, Emilia Florentie, Ellen Van den Eynde, Tom Van Landuyt |
| 60 | 20  |                      | 29 november 2013 | James Cooke, Lander Depoortere, Emilia Florentie, Donka Stankovski, Ellen Van den Eynde, Tom Van Landuyt, Karel Vingerhoets                                                                |
| 61 | 21  |                      | 2 december 2013  | James Cooke, Kelly Couckuyt, Deborah De Ridder, Lander Depoortere, Emilia Florentie, Lana Macanovic, Veerle Malschaert, Begir Memeti, Nele Snoeck, Hilde Uitterlinden, Ellen Van den Eynde |
| 62 | 22  |                      | 3 december 2013  | James Cooke, Kelly Couckuyt, Deborah De Ridder, Lander Depoortere, Lana Macanovic, Veerle Malschaert, Begir Memeti, Hilde Uitterlinden                                                     |
| 63 | 23  |                      | 4 december 2013  | Kristoff Clerckx, Deborah De Ridder, Lauren De Ruyck, Lander Depoortere, Begir Memeti, Karel Vingerhoets                                                                                   |
| 64 | 24  |                      | 5 december 2013  | Kristoff Clerckx, Kelly Couckuyt, Lauren De Ruyck, Jos Dom, Christel Domen, Lana Macanovic, Begir Memeti, Ellen Van den Eynde                                                              |
| 65 | 25  |                      | 6 december 2013  | Ellen Van den Eynde, Céline Verbeeck, Begir Memeti, Roger Baum, Peter Thyssen, Sara Vertongen, Lander Depoortere, Hilde Uitterlinden                                                       |
| 66 | 26  |                      | 9 december 2013  | Hilde Uitterlinden, Peter Thyssen, Begir Memeti, Kelly Couckuyt, Lana Macanovic, Ellen Van den Eynde, Céline Verbeeck, Hilde Breda, Greet Rouffaer, Dirk Vermiert, Nele Snoeck             |
| 67 | 27  |                      | 10 december 2013 | Hilde Breda, Dirk Vermiert, Lander Depoortere, Lauren De Ruyck, Veerle Malschaert, Hilde Uitterlinden, Peter Thyssen, Lotte Pinoy, Sara Vertongen, Greet Rouffaer                          |
| 68 | 28  |                      | 11 december 2013 | Peter Thyssen, James Cooke, Kristoff Clerckx, Kelly Couckuyt, Begir Memeti, Lana Macanovic, Roger Baum, Veerle Malschaert, Hilde Uitterlinden, Lauren De Ruyck, Lotte Diependaele          |
| 69 | 29  |                      | 12 december 2013 | Lotte Diependaele, Peter Thyssen, Tania Kloek, Greet Rouffaer, Nicky Langley, Veerle Malschaert                                                                                            |
| 70 | 30  |                      | 13 december 2013 | Lotte Diependaele, Nicky Langley, Carry Goossens, Chris Bus, Sven Ronsijn, Donka Stankovski                                                                                                |
| 71 | 31  |                      | 16 december 2013 | Sven Ronsijn, Carry Goossens, Chris Bus, Lotte Diependaele |
| 72 | 32  |                      | 17 december 2013 | Sven Ronsijn, Carry Goossens, Chris Bus, Lotte Diependaele, Lauren De Ruyck |
| 73 | 33  |                      | 18 december 2013 | Lauren De Ruyck, Carry Goossens, Chris Bus, Joke Raes, Nele Maria Vereecken, Hein Blondeel, Leo Van Cleynenbreugel, Dimitri Duquennoy                                                      |
| 74 | 34  |                      | 19 december 2013 | Lotte Diependaele, Dimitri Duquennoy, Greet Rouffaer, Tiemen Van Haver, Leo Van Cleynenbreugel, Stijn Van Haecke                                                                           |
| 75 | 35  |                      | 20 december 2013 | Ludo Hellinx, Nele Maria Vereecken, Hein Blondeel, Nina Van Rompaey, Jos Dom |
| 76 | 36  |                      | 23 december 2013 | Jos Dom, Nina Van Rompaey, Christel Domen, Hilde Wils, Hans Ligtvoet |
| 77 | 37  |                      | 24 december 2013 | Jos Dom, Nina Van Rompaey, Christel Domen, Hilde Wils, Hans Ligtvoet |
| 78 | 38  |                      | 25 december 2013 | Rik Willems, Kristoff Clerckx, Abigail Abraham |
| 79 | 39  |                      | 26 december 2013 | Hilde Wils, Rik Willems, Abigail Abraham, Nele Snoeck, Kristoff Clerckx, Greet Rouffaer, Peter Thyssen                                                                                     |
| 80 | 40  |                      | 27 december 2013 | Jo Jochems, Koen De Ruyck, Annelies Spanoghe, Lotte Diependaele |
| 81 | 41  |                      | 30 december 2013 | Kristoff Clerckx, Sara Vertongen, Ludo Hellinx, Greet Rouffaer |
| 82 | 42  |                      | 31 december 2013 | Viviane Redant, Jos Dom |
| 83 | 43  |                      | 1 januari 2014   | Jos Dom, Christel Domen, Greet Rouffaer, Anne-Mieke Ruyten, Dimitri Duquennoy, Kristoff Clerckx                                                                                            |
| 84 | 44  |                      | 2 januari 2014   | |
| 85 | 45  |                      | 3 januari 2014   | |

## Trivia
- De opnamen van seizoen 1 startten op 29 maart en werden afgerond op 30 juli 2013.
- De opnamen van seizoen 2 startten begin september 2013.